# Elmo (Misuri)
Elmo es una ciudad ubicada en el condado de Nodaway en el estado estadounidense de Misuri. En el Censo de 2010 tenía una población de 168 habitantes y una densidad poblacional de 279,59 personas por km².

## Geografía
Elmo se encuentra ubicada en las coordenadas 40°31′8″N 95°7′1″O / 40.51889, -95.11694. Según la Oficina del Censo de los Estados Unidos, Elmo tiene una superficie total de 0.6 km², de la cual 0.6 km² corresponden a tierra firme y (0%) 0 km² es agua.

## Demografía
Según el censo de 2010, había 168 personas residiendo en Elmo. La densidad de población era de 279,59 hab./km². De los 168 habitantes, Elmo estaba compuesto por el 97.02% blancos, el 0% eran afroamericanos, el 1.19% eran amerindios, el 0% eran asiáticos, el 0% eran isleños del Pacífico, el 0% eran de otras razas y el 1.79% pertenecían a dos o más razas. Del total de la población el 0% eran hispanos o latinos de cualquier raza.